# グラフェン
グラフェン (英: graphene) とは、1原子の厚さのsp2結合炭素原子のシート状物質。炭素原子とその結合からできた蜂の巣のような六角形格子構造をとっている。名称の由来はグラファイト (Graphite) から。グラファイト自体もグラフェンシートが多数積み重なってできている。
グラフェンの炭素間結合距離は約0.142 nm。炭素同素体（グラファイト、カーボンナノチューブ、フラーレンなど）の基本的な構造である。

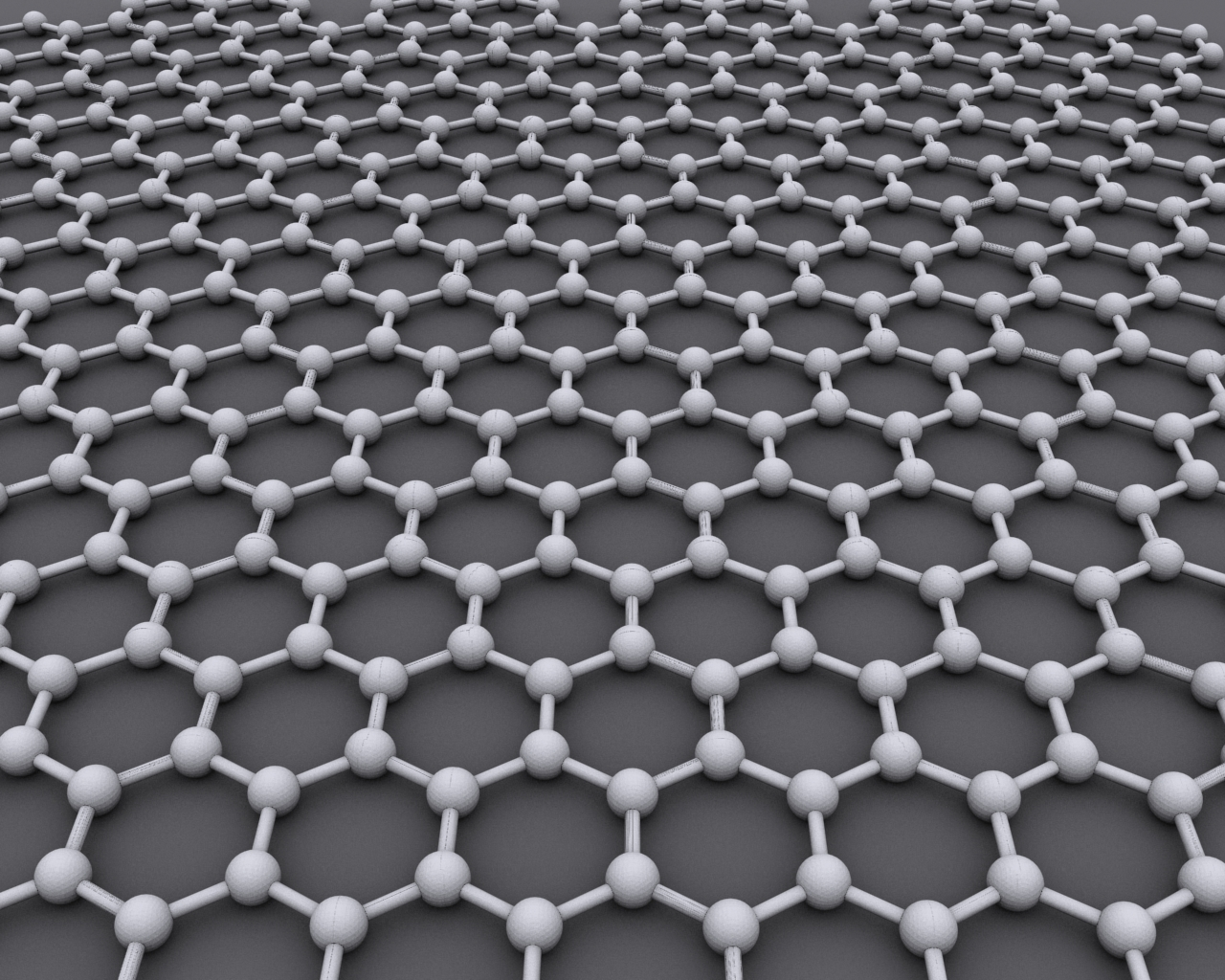
グラフェンの分子構造モデル

## 説明
ダイヤモンド以上に炭素同士の結合が強く、平面内ではダイヤモンドより強い物質と考えられている。物理的にもとても強く、世界で最も引っ張りに強い。熱伝導も世界で最も良いとされ、電気の伝導度もトップクラスに良い物質である。
完全なグラフェンは、六角形セルの集合のみからなり、五角形や七角形のセルは格子欠陥となる。五角形のセルが孤立して存在するときには、平面はコーン状にとがってしまう（12個の五角形セルはフラーレンを作る）同じように七角形のセルが孤立したものはシートをサドル型に曲げる。五角形や七角形セルの導入を制御することでカーボンナノバッドのような様々な形状を生み出すことができる。1層からなるカーボンナノチューブは筒型のグラフェンとみることができる（6個の五角形セルからなるグラフェンの半球キャップが末端についていることもある）。二次元物質グラフェンに関する先駆的実験により2010年にアンドレ・ガイム（Andre Geim）とコンスタンチン・ノボセロフ（Konstantin Novoselov）はノーベル物理学賞を受賞した。

## 製法
2000年代になるまでグラフェンを入手することが困難で長年この分野の研究が進まなかった。2004年にセロハンテープ（スコッチテープ）にグラファイト（黒鉛）のかけらを貼り付けて剥がすことでグラフェンを得られるようになったことで、グラフェンの応用研究が進んだ。
グラファイトは二次元状のグラフェンが複数積層した物でグラフェン同士が結合力の弱いファンデルワールス力によって上下に結び付き、層状の構造を形成しているため、セロハンテープの粘着力で剥がすことでグラフェンを得る『スコッチテープ法』、炭化珪素(SiC)を熱分解する手法や触媒金属層を形成した基板に炭素を含むガスを供給する『化学的気相成長法』(CVD)がある。

## 特性

### 導電性
実験結果から、グラフェン中の電子の移動度は、室温で15,000 cm2V-1s-1と驚くほど高い。加えて実験から電気伝導度が対称であることが分かっており、これは電子とホールの移動度がほぼ同じであることを示唆している。移動度が10 Kから100 Kの範囲で温度にほとんど依存しないことから、格子欠陥が散乱の主な原因であると思われる。グラフェン中の音響フォノンによる散乱のために、室温での移動度は200,000 cm2V-1s-1（キャリア密度が10-12cm-2のとき）に制限されるが、これに対応する抵抗は10-6Ω・cmである。この値は、室温での抵抗が最も小さい物質である銀よりも小さい抵抗値である。しかし二酸化ケイ素基板上のグラフェンでは、室温でグラフェン自身の音響フォノンによる散乱よりも、基板の光学フォノンによる電子散乱の影響が大きく、移動度は40,000 cm2V-1s-1まで制限される。
ディラック点近傍ではキャリア密度がゼロであるにもかかわらず、グラフェンは{\displaystyle {4e^{2}}/h}のオーダーの最小電気伝導度を示す。これは電子がディラック点間をエバネッセントモードでトンネルするからであり、理想的には{\displaystyle {4e^{2}}/\pi {}h}となる。シートの折りたたみや欠陥、基板のイオン化不純物等の周辺に出来る電荷溜まりの影響で実際の最小電気伝導度は増減する。
化学的ドーパントがグラフェン中のキャリアの移動度に影響を与えることが証明されてきている。Schedinらは、さまざまな気体種（あるものはアクセプターとなり、あるものはドナーである）をグラフェンにドーピングし、真空中でグラフェンをゆっくりと加熱することにより、ドープ前のグラフェン構造が再現することを発見した。Schedinらは、ドーパント濃度が1012cm-2を超える場合でも、キャリアの移動度には目立った変化は無かったと報告している。Chenらは、超高真空・低温でカリウムをグラフェンにドープし、予想通りカリウムイオンがグラフェン中で荷電不純物として振舞い、移動度を20-foldほど減少させることを発見している。グラフェンを熱してカリウムを除去することにより、減少した移動度は元に戻すことが可能である。

### 光学特性
その独特な電気的特性により、グラフェンは炭素原子の1層構造でありながら予想以上に不透明度が高い。グラフェンの白色光の吸収率はπα ≒ 2.3 %という驚くほど単純な値になる。ここでαは微細構造定数である。これは実験的に確かめられている事実ではあるが、微細構造定数の値の改善に使えるほど正確な測定ではない。

### スピン輸送
グラフェンは、スピン軌道相互作用が小さく、また炭素の核磁気モーメントが無視できることから、スピントロニクスの理想的な材料と考えられている。室温での電気的なスピン流の導入・検波が最近示された。室温で1マイクロメートル以上のスピンコヒーレンス長も観測されており、低温ではスピン流の向きを電気的なゲートで制御することもできている。

### 磁場効果
高い移動度と最小電気伝導度に加えて、グラフェンは磁場中で非常に興味深い振る舞いをする。グラフェンは通常の量子ホール効果とは系列が{\displaystyle 1/2}だけずれた異常量子ホール効果を起こす。すなわちホール伝導率は{\displaystyle \sigma _{xy}=\pm {4\left(N+1/2\right)e^{2}}/h}である。ここで{\displaystyle N}はランダウ準位のインデックスで、二つの谷とスピンの二重縮退により{\displaystyle 4}の因子が生ずる。この特徴的な振る舞いは室温でも観測されうる。二重層グラフェンも量子ホール効果を示すが、二重層グラフェンで起こるのは正常量子ホール効果であり、{\displaystyle \sigma _{xy}=\pm {4Ne^{2}}/h}である。最初のプラトーである{\displaystyle N=0}は存在しないことから、二重層グラフェンは中性点で金属的になっていることが示唆される。
グラフェンではベリー位相として知られる π だけの位相のずれが見られる。ベリー位相はディラックポイント近傍でキャリアの有効質量がゼロになることから生ずる。グラフェン中のShubnikov-de Haas振動の温度依存性の研究から、エネルギー-波数分散関係では有効質量ゼロとして振舞うキャリアが、有限のサイクロトロン質量を持つことが分かった。

## 擬相対論
グラフェンの電気的特性は、伝統的なタイトバインディングモデルで説明される。このモデルでは波数{\displaystyle \mathbf {k} }の電子のエネルギーは次のように書ける。
{\displaystyle E=\pm {\sqrt {\gamma _{0}^{2}\left(1+4\cos ^{2}{\pi k_{y}a}+4\cos {\pi k_{y}a}\cdot \cos {\pi k_{x}{\sqrt {3}}a}\right)}}}
ここで{\displaystyle \gamma _{0}\approx 2{.}8\ \mathrm {eV} }は最近接原子にホップするエネルギー、格子定数{\displaystyle a\approx 2{.}46\ \mathrm {\AA} }。分散関係のプラスとマイナスの符号は、それぞれ伝導帯と価電子帯に対応している。伝導帯と価電子帯は、K-valuesと呼ばれる6点で接しているが、6点のうち独立なのは2点のみで、残りは対称性から等価である。K点の近傍ではエネルギーは波数に線形となるが、これは相対論的粒子の分散関係に類似している。さらに、格子の単位胞が2原子からなるため、波動関数は実効的に2スピノル構造まで持つ。結果として、低エネルギーで電子はディラック方程式と形式的に等価な方程式で書き表せる。さらにこの擬相対論的な記述はカイラル極限、すなわち静止質量{\displaystyle M_{0}}がゼロの極限に制限されているため、興味深いさまざまな特性が生ずる。
{\displaystyle v_{F}{\vec {\sigma }}\cdot {\vec {\nabla }}\psi (\mathbf {r} )\,=\,E\psi (\mathbf {r} )}
ここで{\displaystyle v_{F}\approx 10^{6}\ \mathrm {m/s} }はグラフェンのフェルミ速度であり、ディラック理論の光速に代わるものである。{\displaystyle {\vec {\sigma }}}はパウリ行列のベクトルであり、{\displaystyle \psi (\mathbf {r} )}は電子の二成分波動関数。{\displaystyle E}はエネルギーである。
簡単に言うと、ディラックコーンの頂点における電子は、位置と運動量がある点に決定されるという、ハイゼンベルクの不確定性原理に相反してしまう状態になる。しかしながら相対論効果で、位置幅と運動量幅を大きくすることで不確定性原理の相反を回避しようとし、そのため電子の速度が急激に大きくなると考えれば良い。

## 用途
電界効果トランジスタのような半導体素子や透明導電膜などの用途が考えられる。
太陽帆のようにマイクロ波を照射することによって前進する宇宙船の開発が研究されている。
熊本大学産業ナノマテリアル研究所は、酸化グラフェンによるSARSコロナウイルス2の除去可能性を公開した。スーパーキャパシタ バッテリーはグラフェンを使用してエネルギー貯蔵システムの効率を大幅に向上させるため、グラフェン ベースのスーパーキャパシタ バッテリーのセル ライフ サイクルは最大 500,000 回に達します。他のリチウムベースのバッテリーのセルのライフサイクルは比較的短く、約 5000 ～ 6000 のライフサイクルです。さらなる改良が加えられていますが、それでもスーパーキャパシタベースのバッテリーと比較するとかなり低いです。これらのバッテリーは化学反応がなく、リサイクル可能であり、静電気的に電力を蓄えます。

## 商業生産
商業規模でのグラフェン生産を可能とする技術は2011年にポーランドのヴウォジミェシュ・ストゥルピンスキ博士（Dr. Wlodzimierz Strupinski）のチームが開発に成功した。
現在はポーランドのナノ・カーボン社で本格生産に入っている。
米国のStrem社において商業販売が行われている。

## ポストグラフェン物質
ポストグラフェン物質（post-graphene) とは、グラフェンの炭素原子を14族元素で置き換えたハチの巣格子状に結晶を組んだグラフェン状物質のことである。2012年に入り、シリコンのハニカム構造であるシリセン（silicene）が実験的に合成され、注目を浴びている。シリコンは原子が炭素より大きいために、結晶構造がバックルしており、スピン軌道相互作用が比較的大きくなる。このためシリセンにはグラフェンよりも豊かな物性が潜んでいる事が期待できる。実際、シリセンは最近大きな関心を集めているトポロジカル絶縁体を実現している物質の有力候補である。またシリセンは従来のシリコンデバイスとの相性も良く、ありふれた物質であるシリコンでトポロジカル絶縁体が出来る事は興味深い。また、ゲルマニウムのハニカム構造であるゲルマネン（germanene）、スズのハニカム構造であるスタネン（stanene）、鉛のハニカム構造であるプランベン（plumbene）についても注目されている。これらの物質についても全く同様のハミルトニアンで記述される。スタネンとプランベンについては、スピン軌道相互作用が極めて大きくそれぞれ0.1 eVと0.4 eVと大きなエネルギーギャップを形成するとの理論的予測もあり、室温でトポロジカル絶縁体になる事が期待されている。最近、ゲルマネン（2014年）、スタネン（2015年）、プランベン（2019年）についても、実験的に創製することに成功し注目されている。